# Le Trésor de Barbe-Noire
Pour plus de détails, voir Fiche technique et Distribution.
Le Trésor de Barbe-Noire (Blackbeard) est un téléfilm américain, en deux parties, totalisant 169 minutes réalisé par Kevin Connor, diffusée le 17 juin 2006 sur Hallmark Channel.

## Synopsis
En 1717-1718, les capitaines Benjamin Hornigold puis Edward Teach (Barbe Noire) écument la mer des Caraïbes dans la région des Bahamas à bord du Queen Anne's Revenge (La Vengeance de la Reine Anne en anglais). Pour faire cesser cette entrave au commerce maritime entre le vieux continent et le nouveau monde, la Couronne britannique envoie à New Providence le lieutenant Robert Maynard pour traquer ces pirates.

## Fiche technique
- Titre : Le Trésor de Barbe-Noire
- Titre original : Blackbeard
- Réalisation : Kevin Connor
- Scénario : Bryce Zabel
- Musique : Elia Cmiral
- Photographie : Alan Caso
- Pays d'origine : États-Unis
- Format : Couleurs - 1,78:1
- Genre : Aventure, drame, biographie
- Durée : 169 minutes
- Date de première diffusion : 
  -  États-Unis : 17 juin 2006
  -  France : 23 décembre 2015
- Sortie DVD : 
  -  France : 4 janvier 2007[2]

## Distribution
- Angus Macfadyen (VF : Patrick Floersheim) : Barbe-Noire
- Mark Umbers (VF : Jean-Pierre Michaël) : Robert Maynard
- Richard Chamberlain (VF : Richard Darbois) : Charles Eden
- Jessica Chastain (VF : Sybille Tureau) : Charlotte Ormand
- Stacy Keach (VF : Bernard Tiphaine): Benjamin Hornigold
- Rachel Ward (VF : Frédérique Tirmont): Sally Dunbar
- Nicholas Farrell : Tobias Knight
- Nigel Terry (VF : Gabriel Le Doze): Calico Billy
- Andrew Smith : Benjamin Dow
- David Winters : Silas Bridges
- Dom Hetrakul : Seng